# Alba Fucens

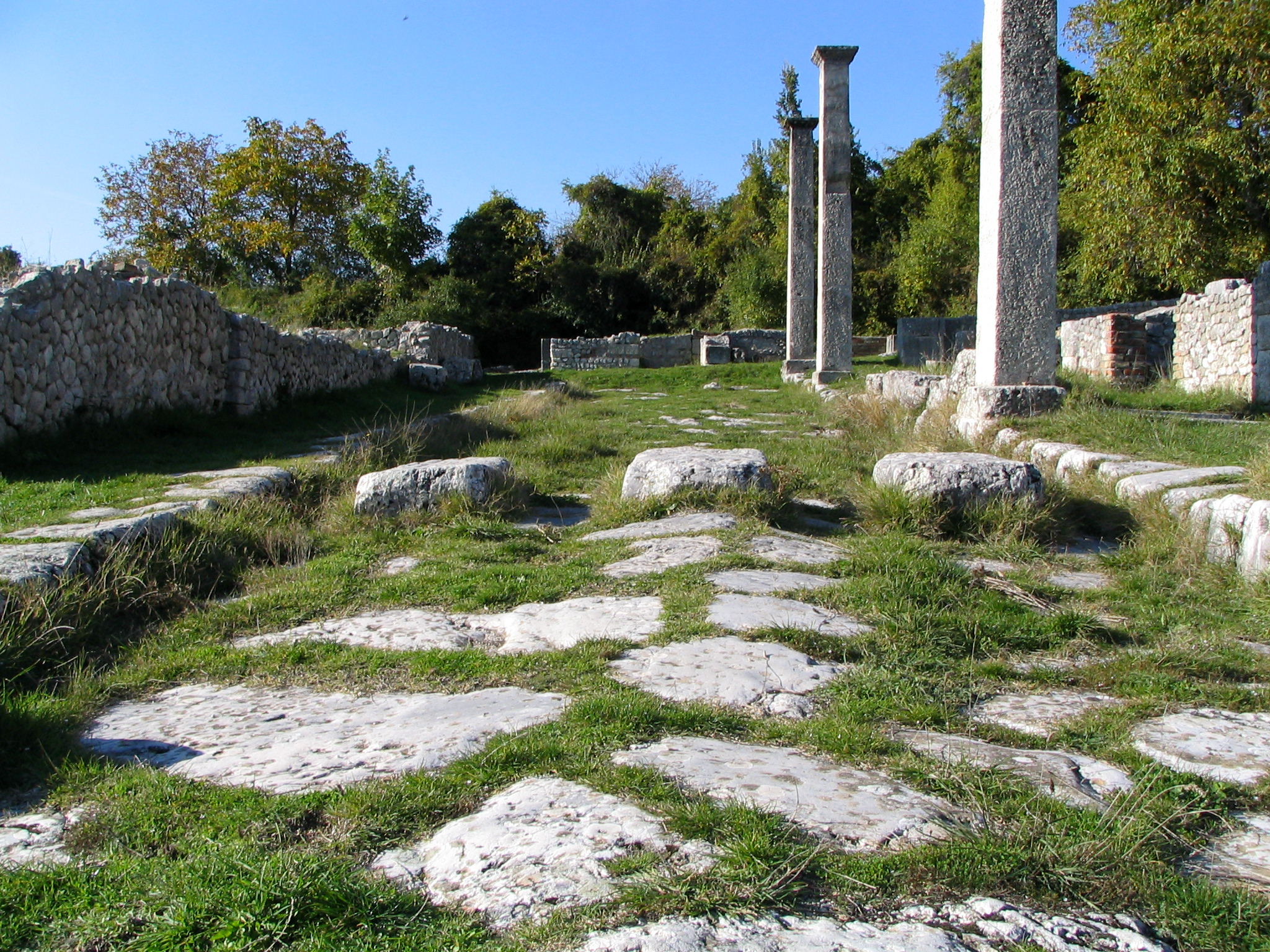
Rzymska droga w Alba Fucens

Alba Fucens – miasto w centralnych Włoszech, w regionie Abruzja. Położone na wysokości 1010 m. u stóp Monte Vellino, 6,5 km na północ od Avezzano.
Niegdyś z  miasta można było podziwiać wschód słońca nad jeziorem Fucino i stąd pochodzi jego łacińska nazwa (jezioro wyschło w XIX w.).
Założone w 304 r. przed Chrystusem jako kolonia rzymska. Podczas II wojny punickiej początkowo wraz z innymi jedenastoma koloniami było wierne Rzymowi, później jednak odmówiło przysłania posiłków, za co zostało surowo ukarane.
Było miejscem zesłania ważnych więźniów państwa, takich jak Syphax, król Numidii; Perseusz, król macedoński; Bituito, król Arwernów.
W 1916 r. miasto zostało kompletnie zniszczone w wyniku silnego trzęsienia ziemi.
Dziś można w nim podziwiać antyczne wykopaliska archeologiczne, m.in. amfiteatr o bardzo dobrej akustyce, romański kościół św. Piotra, a także ruiny dzielnicy średniowiecznej. Z miasta rozciąga się piękny widok na okoliczne góry.